# Мьюди-Кук, Олив
Олив Мьюди-Кук (англ. Olive Mudie-Cooke, 1890, Лондон — 11 сентября 1925, Франция) — британская художница, наиболее известная картинами, созданными во время Первой мировой войны. Во время конфликта Мьюди-Кук работала водителем машины скорой помощи во Франции и Италии, и этот опыт нашёл отражение в её творчестве.

## Жизнь и творчество

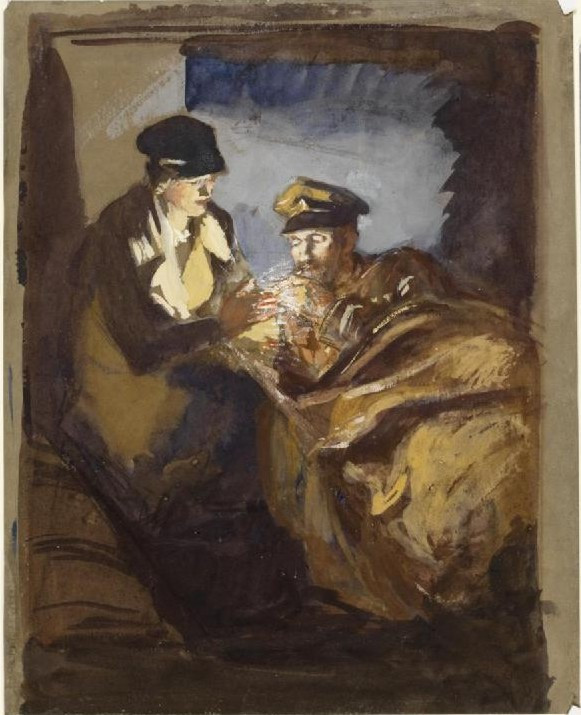
В машине скорой помощи: дежурный врач прикуривает сигарету пациенту (Art.IWM ART 3051), ок. 1916—1918 гг.

Мьюди-Кук родилась на западе Лондона и была младшей из двух дочерей Генри Кука, торговца коврами, и Беатрис Мьюди. Она изучала искусство в школе искусств Сент-Джонс-Вуд и в Голдсмитс-колледже. Некоторое время она также работала в Венеции. В январе 1916 года Мьюди-Кук и её старшая сестра Филлис, изучавшая археологию, отправились во Францию в качестве добровольцев-членов отряда медсестёр первой помощи FANY. Работая водителем карет скорой помощи для FANY, а позднее для подразделения Отряда добровольной помощи во Франции в 1916—1918 годах, Мьюди-Кук начала зарисовывать, рисовать сцены, которые она видела вокруг себя, как среди своих коллег-водителей карет скорой помощи, так и среди медицинского персонала, с которым они работали. В частности, её акварели и рисунки мелом часто были сосредоточены на эвакуируемых раненых солдатах и логистике эвакуации, такой как санитарные поезда, ожидающие на запасных путях. Помимо Западного фронта, Мьюди-Кук также служила водителем скорой помощи в Италии во время войны. Мьюди-Кук свободно говорила на французском, итальянском и немецком языках, поэтому иногда работала переводчицей в Красном Кресте.
В 1919 году Мьюди-Кук привлекла внимание Подкомитета по женскому труду недавно созданного Имперского военного музея, который приобрел ряд её картин для своей начинающей коллекции. В эту покупку вошла её самая известная картина «В машине скорой помощи: санитар прикуривает сигарету пациенту». В 1920 году Британский Красный Крест поручил ей вернуться во Францию, чтобы запечатлеть деятельность отрядов Добровольной помощи, которые всё ещё оказывали там помощь и поддержку. На её картинах, созданных во время этого визита, изображены примеры военных разрушений, разрушенные пейзажи бывших полей сражений и женщины, ухаживающие за могилами на кладбище. Мьюди-Кук работала в основном акварелью, создавая картины в текучем стиле, но часто с несколько размытой палитрой цветов.
Мьюди-Кук вернулась в Ньюлин в Корнуолле и продолжила работать художником, а в 1921 году провела выставку своих работ в Архитектурном обществе Кембриджского университета. Начиная с 1920 года Мьюди-Кук много путешествовала по Европе и Африке, уделив особое внимание Южной Африке, где в 1923 году прошла выставка её работ. Она вернулась в Англию на короткое время, прежде чем отправиться во Францию в 1925 году, где покончила с собой. В следующем году выставка её работ прошла в Галерее изящных искусств, а несколько лет спустя её сестра Филлис передала в дар Имперскому военному музею ещё несколько её работ.